# Alex Beddoes
Alex Beddoes, född 9 juli 1995, är en friidrottare från Cooköarna. Han deltog vid olympiska sommarspelen 2016 och olympiska sommarspelen 2020.